# Andreas Vogt (Historiker)
Andreas Vogt (* 26. Juli 1962 in Windhoek, Südwestafrika) ist ein namibischer Historiker und Autor.

## Bildungsweg
Vogt besuchte als Deutschnamibier die staatliche Deutsche Grundschule Windhoek und anschließend die Jan Möhr Secondary School. 1981 und 1982 leistete er Wehrdienst in der südafrikanischen Armee. Anschließend studierte Vogt bis 1988 Staatswissenschaften, Philosophie, Sprachen und Politische Philosophie an der Universität Stellenbosch in Südafrika. Er erreichte den Abschluss B. A.
Im Rahmen eines Stipendiums des Deutschen Akademischen Austauschdienstes kam Vogt nach Deutschland, wo er 1993 und 1994 Denkmalpflege an der Otto-Friedrich-Universität in Bamberg studierte. 1995 machte er, erneut an der Universität Stellenbosch, seinen M. A. in afrikaanser Kulturgeschichte. 
1997 kehrte er nach Bamberg zurück und arbeitete unter Achim Hubel an seiner Dissertation, die ihn 2002 zur Promotion führte.

## Berufliche Laufbahn
Vogt ist seit 2001 als selbständiger Historiker und Autor kulturhistorischer Bücher in Windhoek tätig. Seine berufliche Laufbahn begann er 1989 beim namibischen Denkmalrat. Während dieser Tätigkeit schrieb Vogt zahlreiche wissenschaftliche Beiträge und Bücher zur Denkmalgeschichte Namibias.

## Werke (Auswahl)
- Von Tsaobis bis Namutoni – Die Wehrbauten der deutschen Schutztruppe in Deutsch-Südwestafrika von 1884–1915. Klaus Hess Verlag, Göttingen 2005, ISBN 978-3-933117-25-0; als Dissertation 2002 erschienen: Die Wehrbauten der deutschen Schutztruppen in Deutsch-Südwestafrika (Namibia) 1884–1915.
- Nationale Denkmäler in Namibia – Ein Inventar der proklamierten nationalen Denkmäler in der Republik Namibia, Gamsberg Macmillan, Windhoek 2006, ISBN 99916-0-752-8.
- A closer look at Namibia. Windhoek 2009, ISBN 978-99945-68-22-2.
- Mit Gutferngruß – Die historische Fudge-Postkartensammlung aus dem ehemaligen Schutzgebiet Deutsch-Südwestafrika. Macmillan Education Namibia, Windhoek 2010, ISBN 978-99916-2421-1.
- Südafrika im Weltkriege – Der Zusammenbruch in Deutsch-Südwestafrika/Die Politik der Südafrikanischen Union während des Krieges/Weltfriede?, Südwester Texte, Band 3, Windhoek 2012, ISBN 978-99945-73-75-2.
- Bernd Kroemer (Hrsg.): Fotografische Erinnerungen an Deutsch Südwestafrika – Orte, Menschen und Geschichte in alten Fotografien, Glanz & Gloria Verlag, Windhoek 2013, ISBN 978-99916-872-7-8.
- Ausgewiesen! – Die Liste repatriierter Deutscher aus dem ehemaligen Schutzgebiet Deutsch-Südwestafrika des Jahres 1919, Südwester Texte, Band 7, Windhoek 2015, ISBN 978-99916-891-4-2.
- In fremden Heeren – Lehr-, Wehr- und Wanderjahre eines Gebietsmachtsoldaten, Windhoek 2019, ISBN 978-99916-891-1-1.